# Heike Lünenschloß
Heike Lünenschloß (* 8. Dezember 1972 in Bad Hersfeld) ist eine ehemalige deutsche Schwimmerin.

## Werdegang

### Deutsche Meisterschaften
Bei den Deutschen Schwimmmeisterschaften 1989 sicherte sich die Hessin über 200 und 800 m Freistil jeweils den 3. Platz. Über 400 m Freistil wurde die für Offenbach startende Lünenschloß hinter Stephanie Ortwig Deutsche Vizemeisterin.
Für die Uni Frankfurt holte sie sich bei den Deutschen Hochschulmeisterschaften 1993 in Münster die Titel über 200 m Freistil (2:04,57 min) und 400 m Freistil (4:33,57). Zudem siegte die mittlerweile für Darmstadt startende Studentin im selben Jahr bei den Süddeutschen Langstreckenmeisterschaften in Würzburg in 9:06,2 min vor der Chemnitzerin Birgit Seifert über 800 m Freistil und holte den 6. Platz in 4:20,62 bei den Deutschen Schwimmmeisterschaften 1993 über 400 m Freistil in Potsdam.
1995 belegte Lünenschloß bei den Süddeutschen Meisterschaften über 400 m Freistil hinter der für Chemnitz startenden Höhnisch den 2. Platz in 4:26,32 min sowie den 3. Platz über 200 m Freistil.

### Europameisterschaften
Bei den Schwimmeuropameisterschaften 1989 in Bonn erreichte die damals 16-Jährige folgende Platzierungen in den A-Finals:
| Wettbewerb         | Zeit in min | Platzierung | Anmerkung                                                          |
| ------------------ | ----------- | ----------- | ------------------------------------------------------------------ |
| 4 × 200 m Freistil | 8:18,10     | 6. Platz    | am 15. August 1989 mit Sonja Nimtz, Marion Aizpors, Birgit Lohberg |
| 200 m Freistil     | 2:03,69     | 8. Platz    | am 16. August 1989                                                 |
| 800 m Freistil     | 8:45,98     | 6. Platz    | am 19. August 1989                                                 |

### Universiade
In Buffalo bei der Universiade 1993 errang Heike Lünenschloß drei Mal Edelmetall:
| Wettbewerb         | Zeit in min | Platzierung | Anmerkung                                              |
| ------------------ | ----------- | ----------- | ------------------------------------------------------ |
| 200 m Freistil     | 2:03,18     | Gold        |                                                        |
| 400 m Freistil     | 4:18,39     | Silber      |                                                        |
| 4 × 100 m Freistil | 3:53,99     | Bronze      | mit Petra Fritsche, Simone Hollemann, Ulrike Reinholdt |

### Vereine
- Turnverein Hersfeld 1848 e.V. (bis 1990)
- Erster Offenbacher Schwimmclub von 1896 e.V. (1990 bis 1992)
- Darmstädter Schwimm- und Wassersport-Club 1912 e.V. (1992 bis 1996)